# 李恂 (後漢)
李 恂（り じゅん、生没年不詳）は、後漢の官僚・学者・隠者。字は叔英。本貫は安定郡臨涇県。

## 経歴
若くして『韓詩外伝』を学び、韓詩を学生たちに講義すると数百人を集めた。安定太守の李鴻に請われて功曹を代行することになったが、着任しないうちに従事として州に召し出された。たまたま李鴻が亡くなったため、李恂は州の命に応じず、李鴻の喪を送って郷里に帰った。李鴻を葬ると、墓の側にとどまって3年の喪に服した。
司徒の桓虞の府に召し出された。後に侍御史に任じられた。節を持って幽州に使いし、北方民族の宣撫にあたった。道中に通ったところの山川・屯田・集落を図に描いて100巻あまりにまとめて奏上すると、章帝の賞賛を受けた。兗州刺史に任じられ、清廉倹約をもって部下を律し、つねに席には羊の皮を張り、布団のキレを服にした。張掖太守に転じ、威名があって重んじられた。ときに大将軍の竇憲が武威に駐屯していたが、李恂は竇憲におもねらなかったため、竇憲の奏上を受けて免官された。
後に再び官に復帰し、使持節・領西域副校尉となった。西域は物資が豊富で珍宝も多く、諸国の使者や胡人の商人たちがしばしば李恂に奴婢や名馬や金銀や毛織物を贈ろうとしたが、李恂はひとつも受けとらなかった。北匈奴がたびたび西域の車師や伊吾を攻撃して、タクラマカン以西の交通を遮断したため、李恂は報奨金を設けて、匈奴の首領を斬り、その首級を軍門に懸けさせた。これによって西域の交通路は確保された。
武威太守に転じた。後に事件に連座して免官され、歩いて郷里に帰った。山沢に草を結んで廬とし、学生たちとむしろを織って生活した。ときに西羌に捕らえられたが、羌も李恂の名声を聞き知っていたことから釈放された。
李恂は洛陽を訪れて朝廷に挨拶した。飢饉の年であったことから、司空の張敏や司徒の魯恭らが食糧を供与しようとしたが、李恂はすべて受け取らなかった。新安の函谷関のそばに移り住み、クヌギの実を拾って生活した。96歳で死去した。

## 伝記資料
- 『後漢書』巻51 列伝第41